# Alois Horváth
Alois Horváth (22. ledna 1947 – 21. dubna 2012) byl český romský muzikant a mistr houslař.

## Život
Narodil se do rodiny, která velmi ctila a rozvíjela romskou hudební tradici. Jeho celoživotní láskou se stala hudba prezentovaná úspěšnou kapelou Cimbálová muzika Eugena Horvátha (vedenou jeho starším bratrem), kde dlouhá léta hrál na violu.
Jeho vztah k hudbě ho dovedl až k samotné výrobě houslí. Za pomoci a podpory brněnského mistra houslaře Bohumila Bučka (1913–2000), u kterého se učil, si založil živnost oprava hudebních nástrojů pod názvem LAVUTA.
Jeho práce je vystavena v Moravském zemském muzeu v Brně.